# مقاطعة كروكر (آيوا)
مقاطعة كروكر (بالإنجليزية: Crocker County)‏ هي إحدى مقاطعات ولاية آيوا في الولايات المتحدة الأمريكية.